# Federico Casado "Caracolillo"
Federico Casado Algrenti "Caracolillo", fue un  bailarín y bailaor español nacido en Cádiz el 10 de marzo de 1933 y fallecido en Sevilla, el 3 de marzo de 2012.
"Caracolillo" fue esposo de la artista Juanita Reina, con la que tuvo un único hijo, el crítico de cine Federico Casado Reina. Inauguró en 1976 un estudio de Danza en Sevilla. Su recorrido artístico arranca muy temprano y le lleva a recorrer Europa y Norteamérica, trabajando en lugares como el Olimpia de París o Radio City Music Hall de Nueva York. Condecorado con la Cruz del Mérito Civil por el Gobierno Español.

## Infancia y primeros estudios
Aunque nació en Cádiz, su padre, Juan Casado Garrido, falleció pronto y se trasladó con seis años a Sevilla, mudándose al barrio de Triana junto con su madre, Isabel Algrenti Suazo, y sus cinco hermanos mayores, Juan, Rosario, Luis, Antonio y Rafael.
Estudió en los Salesianos de Triana, donde completó el bachillerato elemental.

## Formación o aprendizaje
La primera vez que pisó un escenario fue en el teatro del colegio donde estudiaba, los Salesianos, impresionando a todos con su manera de bailar, con lo que pronto empezó a plantearse dedicarse a la danza profesionalmente. Más tarde realizó varias galas juveniles en el desaparecido teatro San Fernando de Sevilla, para, con 14 años, entrar en la compañía Los chavalillos de España, con la que recorrió  buena parte del territorio nacional actuando en diversos teatros y representando todos los bailes regionales folclóricos y clásicos españoles.
La figura de su hermano Manuel Casado, que también se dedicaba al baile con el nombre artístico de Caracol de Cádiz, fue primordial a la hora de decidirse en su futuro profesional, adoptando en sus inicios el nombre artístico de Caracolillo de Cádiz. Dicho sobrenombre también proviene de su abuelo Francisco Casado, empresario de la desaparecida plaza de toros de Cádiz y popularmente conocido como Caracol.
Estudia danza española durante dos años en la academia de los hermanos Pericet en Madrid, recibe clases de danza clásica durante ocho años con el pedagogo de la danza Héctor Zaraspe, que más tarde se convirtió en profesor particular de Rudolf Nureyev.
Obtuvo el título de profesor de danza en el Real Conservatorio Superior de Madrid, con la calificación de sobresaliente en todas las materias, otorgado unánimemente por todo el tribunal.

## Desarrollo Profesional
A los 18 años, forma pareja profesional con la bailarina de origen italiano Minerva, y recorren buena parte de Estados Unidos con sus actuaciones y volviendo a Europa para actuar en Alemania, Italia, Holanda, Suiza, Bélgica, Inglaterra, Escandinavia… Una triunfal gira que duró casi cuatro años y que empezó a darle gran prestigio internacional.
Con 23 años llegó a ser primer bailarín de Pilar López Júlvez, perteneciendo durante un año a su ballet. Posteriormente, dio varios recitales con Mariemma y otras figuras del baile español.
Más tarde, fundó su ballet con el que actuó en escenarios de Estados Unidos, desde el Radio City Music Hall de Nueva York hasta el Teatro Bijou de Broadway o los elegantes y selectos salones del Hotel Waldolrf Astoria. También participó en numerosos programas televisivos como los de Ed Sullivan y posteriormente recorrió Venezuela, México y Argentina.
Al llegar a España continúa con su Ballet hasta que entra a formar parte de los espectáculos de la que luego sería su esposa, Juanita Reina, empezando a trabajar juntos en 1958 en el espectáculo Sevilla trono y tronío escrito por Ochaíta, Valerio y Solano. Su colaboración con Juanita Reina siguió, con otros espectáculos como Señorío, y tras su matrimonio ya nunca se separarán, participando en otros espectáculos como Con el arte por bandera, Filigrana española o Canción y danza, recorriendo toda la geografía española.
En todas las actuaciones de su esposa, Juanita Reina, Caracolillo dirigió y supervisó personalmente la puesta en escena y la dirección artística, creando un estilo propio no solamente en el baile, sino en el Teatro, llegando a dirigir a artistas como Paquita Rico, Carmen Sevilla o María del Monte, entre otras.
En 1969 grabó un disco de cuatro villancicos a dúo con su esposa Juana (Brillo de Espada, Río de Amor, Virgen María y Arriero a Belén) para la casa Discos Belter.
Desde 1976 y hasta 2002, año en el que se jubiló, dirigió en Sevilla la academia de danza de su propiedad Estudio de Danza Caracolillo, reconocida por la Junta de Andalucía y el Ministerio de Educación y Ciencia para impartir el Grado Medio y Superior, homologado su estudio de danza al Conservatorio de Danza de Sevilla.

## Fallecimiento

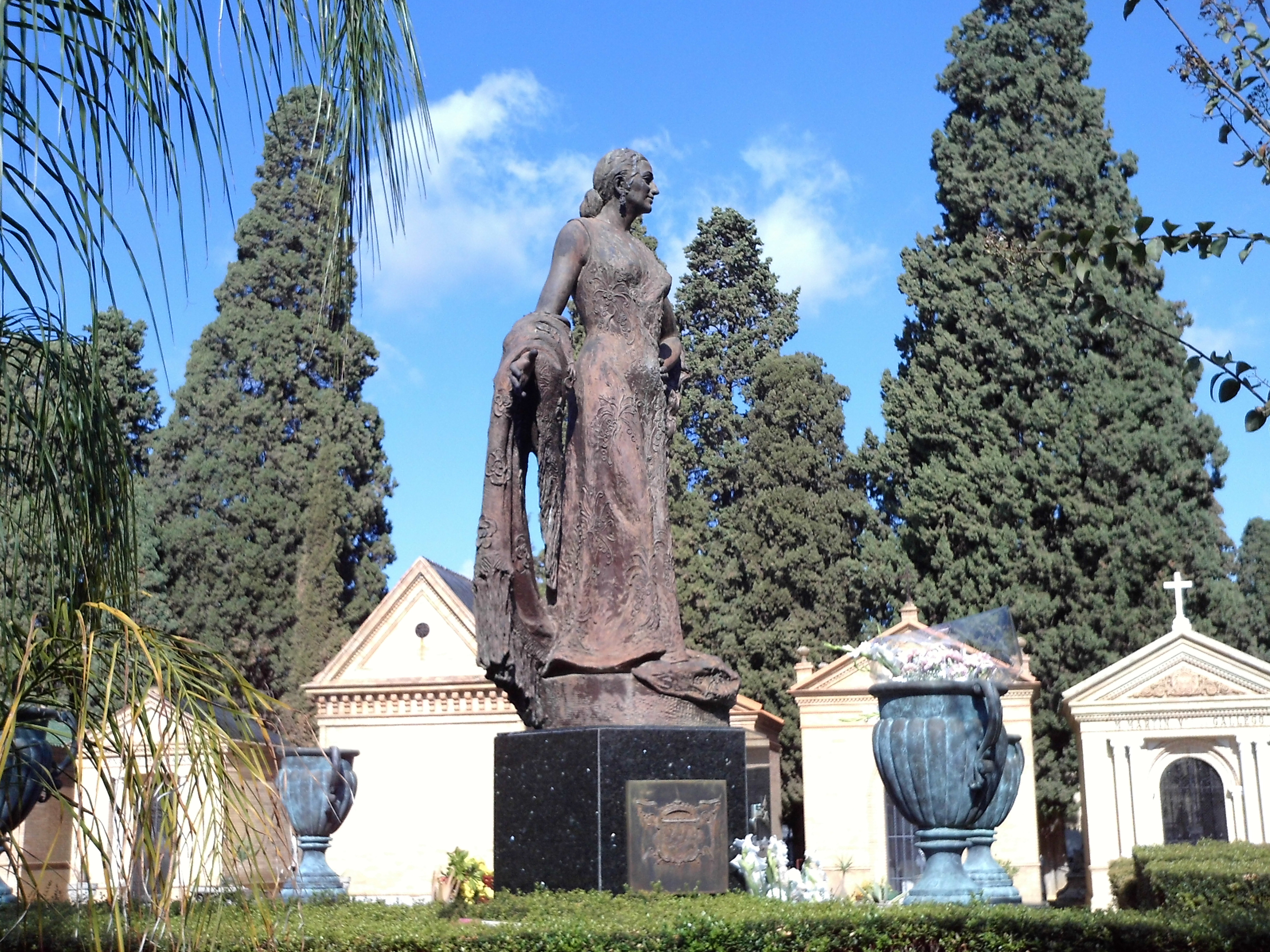
Mausoleo de juanita reina

Falleció el 3 de marzo de 2012 en su casa de Sevilla a los 78 años a consecuencia de un paro cardiorrespiratorio cumplía los 79 la próxima semana según ha informado el hijo de la pareja, también llamado Federico Casado. Fue enterrado con su mujer Juanita reina en el Cementerio de san Fernando en Sevilla

## Relaciones o logros alcanzados
Tras protagonizar un espectáculo de danza española en el Radio City Music Hall de Nueva York, llamado España y ser visto por el cónsul de España en Nueva York, al regresar a Madrid, recibió la condecoración de Caballero de la Orden del Mérito Civil.